# Instrucció militar

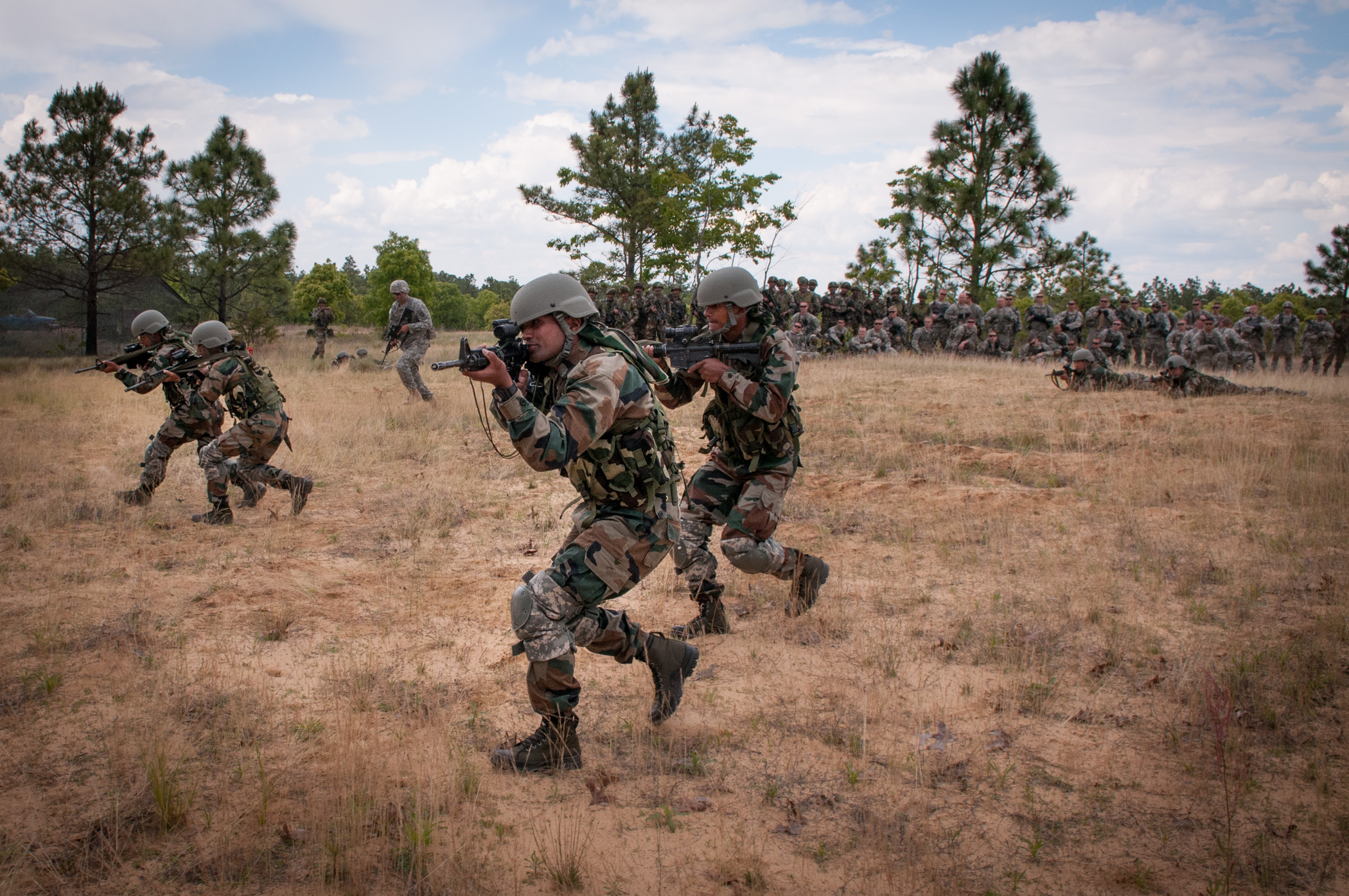
Soldats de l'Exèrcit indi col·laborant amb soldats de l'Exèrcit dels Estats Units.

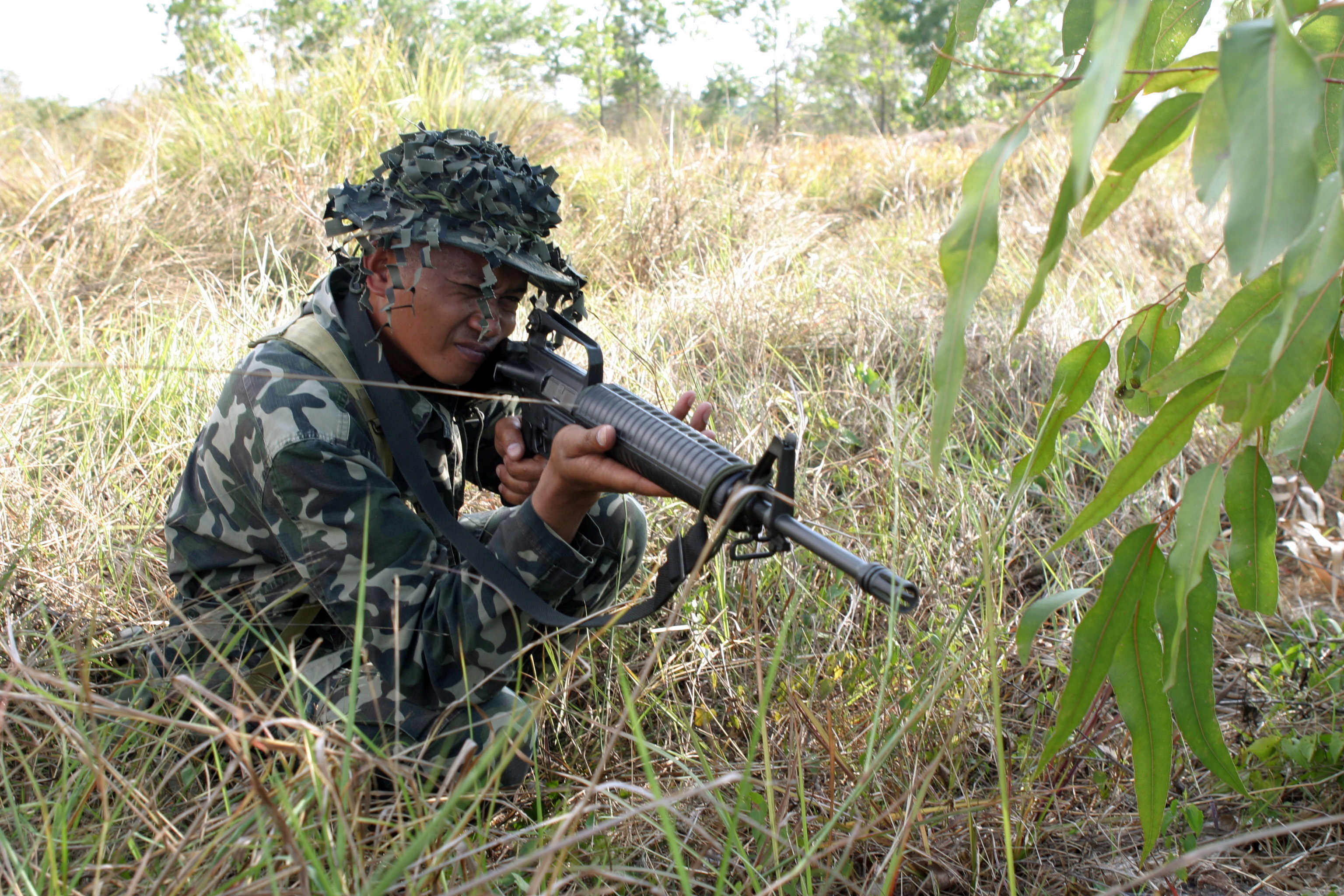
Soldat filipí en un entrenament militar.

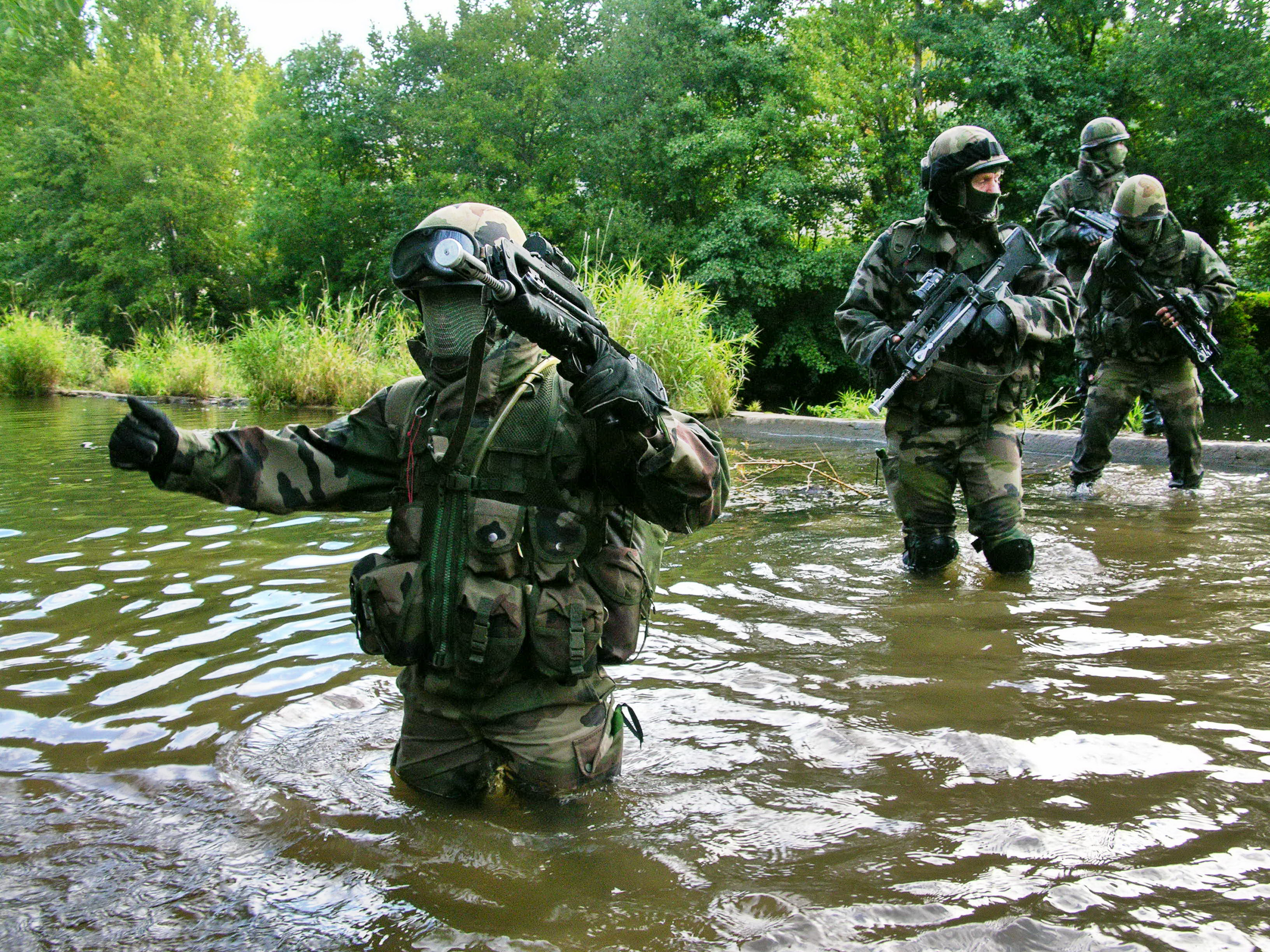
Membres de laLegió estrangera francesa en un entrenament.

S'anomena instrucció militar a l'entrenament i a l'educació militar, és un procés que pretén establir i millorar les capacitats del personal militar en les seves respectives funcions. S'ensenya a matar i obeir sense qüestionar les ordres.
La instrucció militar pot ser voluntària o obligatòria. La instrucció es fa abans que qualsevol persona rebi autorització per operar l'equip tècnic o en el camp de batalla, per iniciar la instrucció militar s'ha de passar un examen físic. Si es passa, inicia l'entrenament primari.
Al recluta se li ensenya la informació bàsica i entrenament en tècniques necessàries per ser un membre militar eficaç.
Per aconseguir això, els reclutes són preparats físicament, tècnicament i psicològicament. L'encarregat de la instrucció militar té l'obligació de convertir als nous reclutes en militars aptes.
Després de l'entrenament bàsic, molts membres de la primera part bàsica de la instrucció militar se sotmeten a entrenament avançat més d'acord amb les seves especialitats triades o assignades. En formació avançada sovint s'ensenya equip i tecnologia militar.
Molts països grans tenen diverses acadèmies militars, un per a cada branca del servei, que ofereix títols universitaris en una varietat de temes, similars a altres col·legis. No obstant això, els graduats de l'Acadèmia surten generalment com a oficials. Els oficials disposen de mes possibilitats educatives.

## Reinserció
La reinserció és un aspecte important de la inducció d'un civil en un exèrcit. La reinserció és un concepte sociològic relacionat amb processos mentals i emocionals que tenen com a objectiu suportar qualsevol situació a la qual el soldat de davant. Una reinserció reeixida es considera quan s'ha aconseguit canviar el comportament i les emocions d'un individu.
Un dels majors exemples de reinserció és aquell a què se sotmet els nous reclutes de l'exèrcit per a formar el seu caràcter militar. Un altre exemple és el procés invers, en el qual militars han de tornar a adaptar-se a la vida civil.
La resocialización de la vida d'un soldat de combat a un membre de la societat civil és sovint difícil a causa que aquest soldat va viure moltes experiències militars. En la transició de civil a soldat, l'individu està capacitat per seguir únicament les ordres dels seus superiors, cosa que en la societat civil no se segueix estrictament.
Un expert en mètodes d'entrenament militar, dona quatre tipus de tècniques d'entrenament utilitzades:
Segons l'expert en mètodes d'entrenament militar a qui se li va preguntar, aquestes tècniques pretenen trencar les barreres i adoptar un nou conjunt de normes i forma de vida, també ajuda a matar gent de forma mes plaent, fer els reflexos mes eficaços i finalment l'ús d'un model d'un superior per proporcionar una acció.
Aquestes tècniques pretenen que els soldats durant o després d'una batalla no experimentin traumes o evidents problemes psicològics en situacions de post-combat (és a dir, trastorns d'estrès post traumàtic) que plantegen una amenaça a la seguretat pública pel condicionament de l'individu que pot fer-se inestable a causa de les seves accions.